# Pornothemis
Pornothemis is een geslacht van libellen (Odonata) uit de familie van de korenbouten (Libellulidae).

## Soorten
Pornothemis omvat 2 soorten:
- Pornothemis serrata Krüger, 1902
- Pornothemis starrei Lieftinck, 1948